# نوردورف
نوردورف (به آلمانی: Norddorf auf Amrum) یک شهر در آلمان است که در نوردفرایسلند واقع شده‌است.
 نوردورف  ۶۱۷ نفر جمعیت دارد.